# Козница (Стара планина)
Вижте пояснителната страница за други значения на Козница.
Козница е планина в Северозападна България, част от Западна Стара планина, на територията на Област Монтана и Софийска област, между Петроханския проход и Искърския пролом.

## Географско положение, граници, големина
Планината Козница се издига в централната част на Западна Стара планина. На запад Петроханския проход (1410 m) и долината на река Бързия я отделя от Берковска планина, а на изток чрез Дружевската седловина (863 м н.в.) се свързва с Врачанска планина, също част от Стара планина. На север се спуска стръмно към Берковската и Вършецката котловини, а южният ѝ склон е полегат и няма ясно изразена граница с планината Понор. На югоизток част от Искърския пролом я отделя от Голема планина. По северното ѝ подножие преминава условната граница между Западния Предбалкан и Западна Стара планина.
Простира се от запад на изток на около 25 km, а ширинати ѝ е 10 – 15 km. На югоизток към долините на реките Пробойница и Искър завършва със стръмни и отвесни склонове. Най-високата точка е връх Тодорини кукли (1785,2 m), разположен в западната ѝ част.

### Върхове
| Име             | Кота (m) |
| --------------- | -------- |
| Тодорини кукли  | 1785,2   |
| Крушачки връх   | 1738,2   |
| Кота            | 1733,9   |
| Смильова могила | 1446,9   |

## Геоложки строеж
Образувана е върху южното бедро на Берковската антиклинала и е изградена от гранити, припокрити на юг от триаски варовици с карстови форми и пясъчници.

## Климат и води
Климатът е умерено-континентален със сравнително студена зима и прохладно лято. От планината водят началото си реките Бързия и Ботуня (десни притоци на Огоста) и Пробойница (ляв приток на Искър).

## Почви
Почвите са кафяви горски и рендзини.

## Флора
Северният склон, разчленен от реките Бързия, Ботуня и техните притоци е обрасъл предимно с букови гори, а южния е зает от пасища и отделни букови гори, примесени с габър. Широко са развити храстовата и тревната растителност.

## Защитени територии
- Лакатнишките скали
- Пещерата Темната дупка

## Населени места
По северното подножие на планината са разположени град Вършец и селата Бързия, Спанчевци и Цветкова бара, по източното – селата Горна Бела речка, Долна Бела речка, Дружево и Миланово, а по южното – село Губислав.

## Туризъм
- През Козница преминава маршрута „Ком – Емине“ – българската отсечка на европейския туристически маршрут Е-3.
- Лакатнишките скали – в източното подножие.
- Пещерата Темната дупка – в източното подножие.
- Клисурски манастир – в северното подножие.

### Хижи
В Козница се намират следните хижи:
| Име          | Надморска Височина (m) | Действаща | Места | Ток | Вода |
| ------------ | ---------------------- | --------- | ----- | --- | ---- |
| „Пробойница“ | 1004                   | Да        | 34    | Да  | Да   |
| „Бялата вода | 774                    | Не        | 59    | Не  | Не   |

## Топографска карта
- Лист от карта K-34-35. Мащаб: 1 : 100 000.